# ПАКК
ПАКК (англ. PACC — pre-approved credit card) — аббревиатура, предодобренная кредитная карта. ПАКК — это кредитный банковский продукт, который одобряется банком своим клиентам заочно. Тип карты и размер кредитного лимита для каждого клиента также определяются заочно по установленным правилам. Одобрение происходит для клиентов, удовлетворяющих определенным требованиям. Например, отсутствие просрочек по другим действующим продуктам.
После одобрения и выпуска карты возможны два варианта уведомления клиента и доставки ему карты с пин-кодом:
1. почтовая или курьерская доставка карты;
2. приглашение клиента в офис банка для выдачи карты.

Первый вариант предусматривает предварительную коммуникацию с клиентом с целью выяснения адреса доставки и времени встречи в случае, если доставка осуществляется курьером.
ПАКК является продуктом, реализация которого возможна только при наличии в кредитной организации CRM-решений.
ПАКК используются для расширения клиентской базы и для увеличения использования кредитных продуктов.